# Basílica de San Fidel (Como)
La basílica de San Fidel o San Fedele (en italiano: Basilica di San Fedele) es un importante lugar de culto católico en el centro histórico de Como, dedicado al santo homónimo, Fidel mártir, evangelizador de la iglesia comasca y mártir en el siglo III en Sorico.
La iglesia se encuentra en el lugar donde anteriormente estuvo una iglesia paleocristiana del siglo VII dedicada a Santa Eufemia. El coro, inspirado en la capilla Palatina de Aquisgrán, es una muestra importante del románico lombardo que cuenta con una destacada decoración escultórica de los Maestros comacini con figuras zoomorfas, monstruos, grifos, etc.

## Historia
La iglesia fue erigida donde había un edificio religioso católico anterior probablemente de advocación mariana, ubicado a poca distancia de la primera sede del obispo de Como dentro del círculo de las murallas de la ciudad. La iglesia da frente a la plaza del mismo nombre, antiguo foro ciudadano, que hasta el siglo XIX albergaba un mercado de cereales.. El baptisterio de San Giovanni in Atrio y la iglesia de San Pietro in Atrio, también formaban parte del complejo de edificios que originalmente rodeaban la iglesia. Ambos fueron desconsagrados tras las reformas giuseppinistiche de finales del siglo XVIII. Las columnas de la iglesia de San Giovanni, que fue el baptisterio más antiguo de la ciudad de Como (siglo V), se reutilizaron para construir el pórtico de la fachada del liceo Volta.
De fundación datada en los siglos V-VI y atestiguada como iglesia de Santa Eufemia ya en 865, la basílica asumió su actual advocación a finales del siglo siguiente, tras el descubrimiento del supuesta sepulcro de San Fedele. La planta de la iglesia original sigue siendo objeto de debate entre los estudiosos hoy y aún no está claro si:
- la iglesia original estaba dividida en tres naves cerradas por respectivos ábsides (y, en tal caso, el transepto actual y los dos deambulatorios serían fruto de unas reformas datables entre los siglos X y XI); o
- la iglesia era en origen de una única nave, atravesada por un transepto biábsidial (y, en tal caso, las naves laterales serían un añadido del siglo X-XII).

En cualquier caso, la iglesia, que siguió siendo una iglesia colegiata incluso después de que la sede del obispo se trasladara a la catedral de Santa Maria Maggiore, fue profundamente reestructurada a partir de 1007.
En los siglos siguientes se abordaron algunas reformas. Entre ellas destaca la construcción de la bóveda de cañón sobre la nave central con nervaduras de arco-tímpano. Además, entre los siglos XIV y XV se construyeron los matroneos y tribunas. Las intervenciones más recientes, que se produjeron entre el segundo y el tercer lustro del siglo XX, afectaron primero al campanile en ruinas —cuya parte superior fue completamente reconstruida en 1905— y luego a la fachada, reconstruida en 1914 de estilo neorrománico pero conservando el rosetón fechado en 1509. Ambas reformas fueron realizadas por Antonio Giussani.

## Descripción
La iglesia actual data de 1120; la construcción es románica y no sólo es original la planta con tres naves irregulares insertadas sobre una planta central, es inusual también por el menor tamaño del ábside principal respecto a los dos del transepto, atravesado por ambulatorios cubiertos por matroneos.
Aunque las restauraciones de Antonio Giussani han alterado la fachada y el campanile, se pueden encontrar reutilizaciones de piezas romanas sobre la portada trasera (esculpida en la época románica) y en el capitel adaptado a una pila de agua bendita del deambulatorio norte (sobre un león estilóforo); si la última escultura se puede fechar en el siglo III, de cuatro o cinco siglos después es la pila (con el respectivo león estilóforo) del otro deambulatorio. Ambas estilóforos formaban parte del antiguo portal de la iglesia de Santa Eufemia.

### Exterior

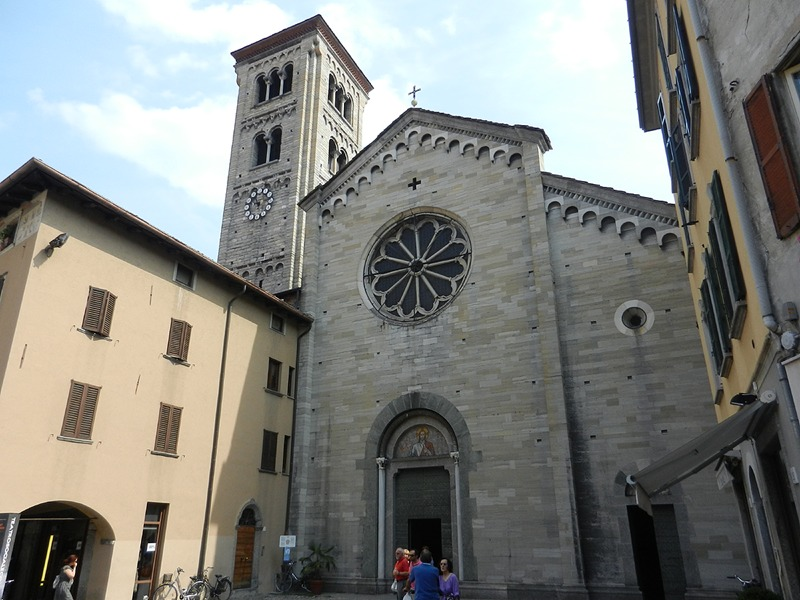
La fachada y el campanile

La fachada de la basílica de San Fedele es de estilo neorrománico y fue reconstruida ex novo por Antonio Giussani en 1914. Presenta una estructura de doble saliente, uno principal para la nave central y otro menor para la nave lateral derecha. En correspondencia con la nave central, se abre un portal de arco de medio punto ligeramente abocinado, con un moderno luneto de mosaico que representa a Gesù Maestro, obra de la pintora Elena Mazzeri que la realizó en 1968. Sobre ella, hay un gran rosetón de planta circular (siglo XVI), recuperada de la anterior fachada, con estructura marmorea formada por arcos trilobulados sostenidos por columnillas.
El campanile, que se eleva a la izquierda de la fachada, presenta partes construidas en diferentes períodos históricos. Si la parte inferior data de 1271, la parte superior fue en realidad demolida y reconstruida en 1905 debido a una peligrosa inclinación. La torre, que sustituye a otra más antigua que se derrumbó a causa del terremoto de Verona del 3 de enero de 1117, es de planta cuadrada y presenta, a cada lado, dos órdenes de ventanas, biforas en la inferior y triforas en la superior. En el interior del campanile hay un concierto en sol mayor que consta de tres campanas: campana maggiore, afinada en Sol, con un diámetro de 96 cm, campana media (en La y 85 cm) y campana minore (en Si y 75 cm)
En el lado oriental de la iglesia, se encuentra el ábside principal (siglo XII), poligonal y coronado por una logia del siglo XIII. A su lado, se encuentra un antiguo portal cuspidado, datable entre los siglos XI y XII, también llamado portale del drago por los bajorrelieves medievales, sujeto a distintas interpretaciones. Según la hipótesis más común, el profeta Habacuc está representado con las cestas de comida para san Daniel; abajo, hay un relieve tallado de época románica que representa a Daniele in trono nella fossa dei leoni.

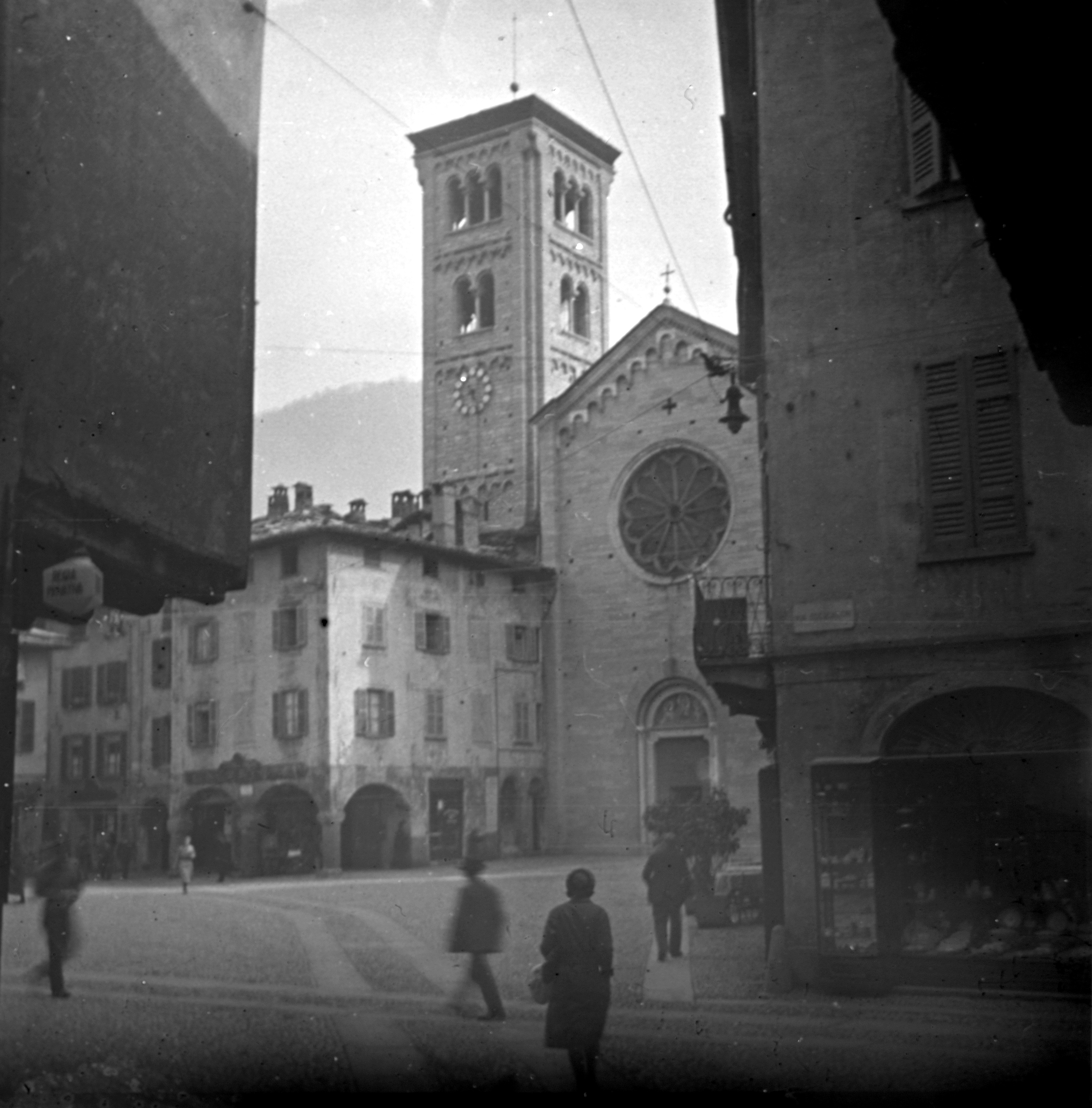
Fachada y campanile en el 1931
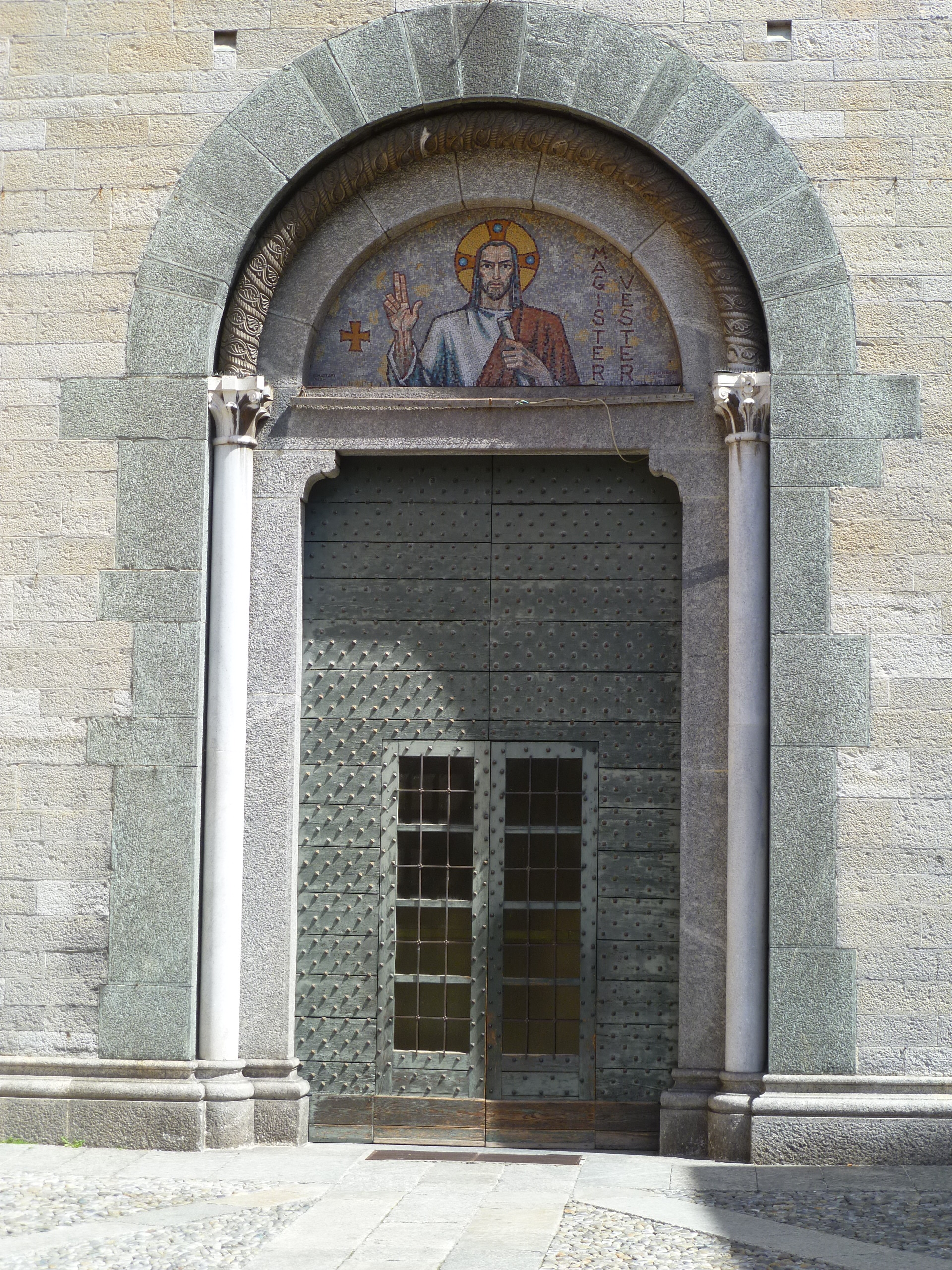
El portal central de la fachada
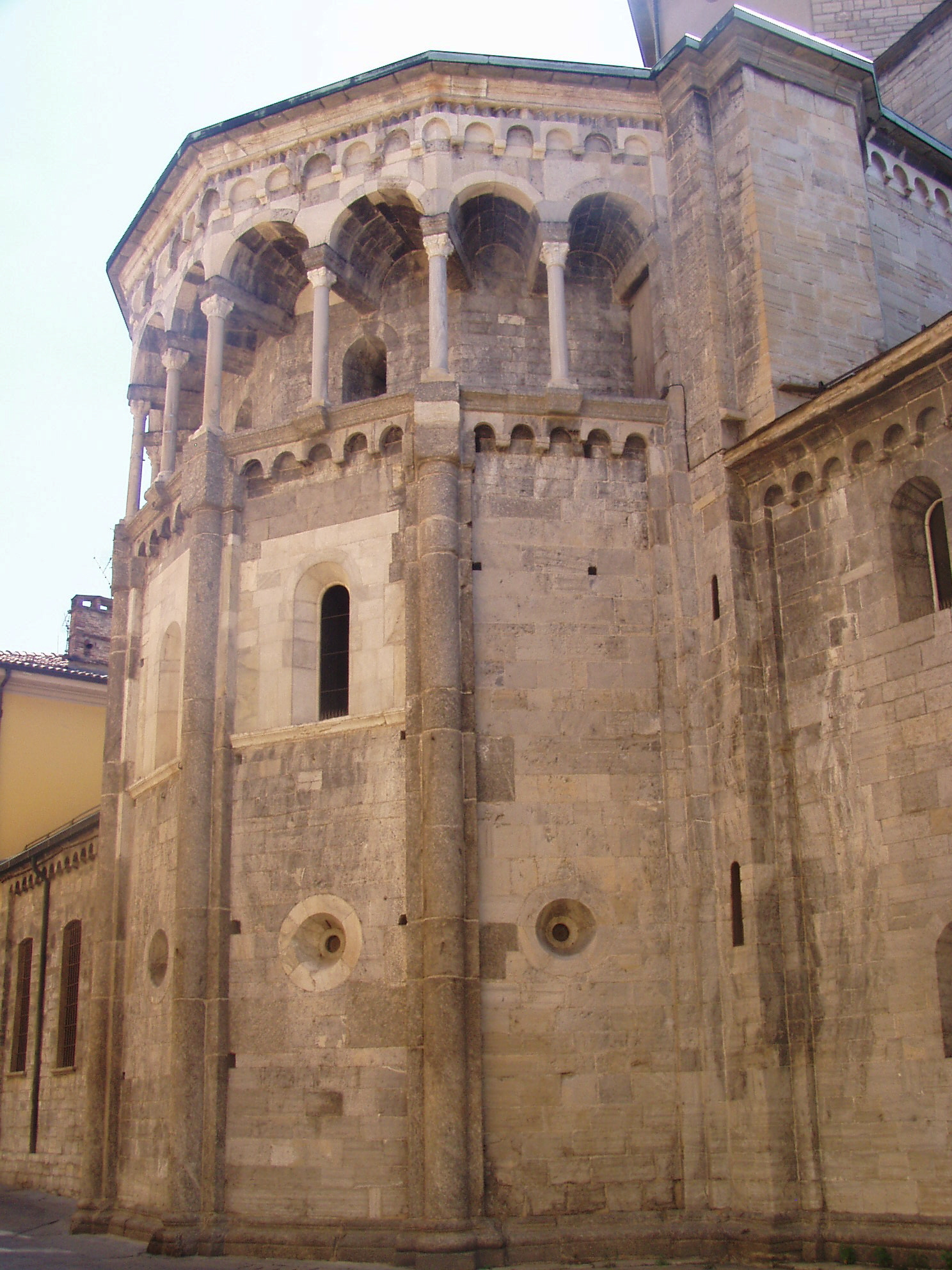
El ábside principal
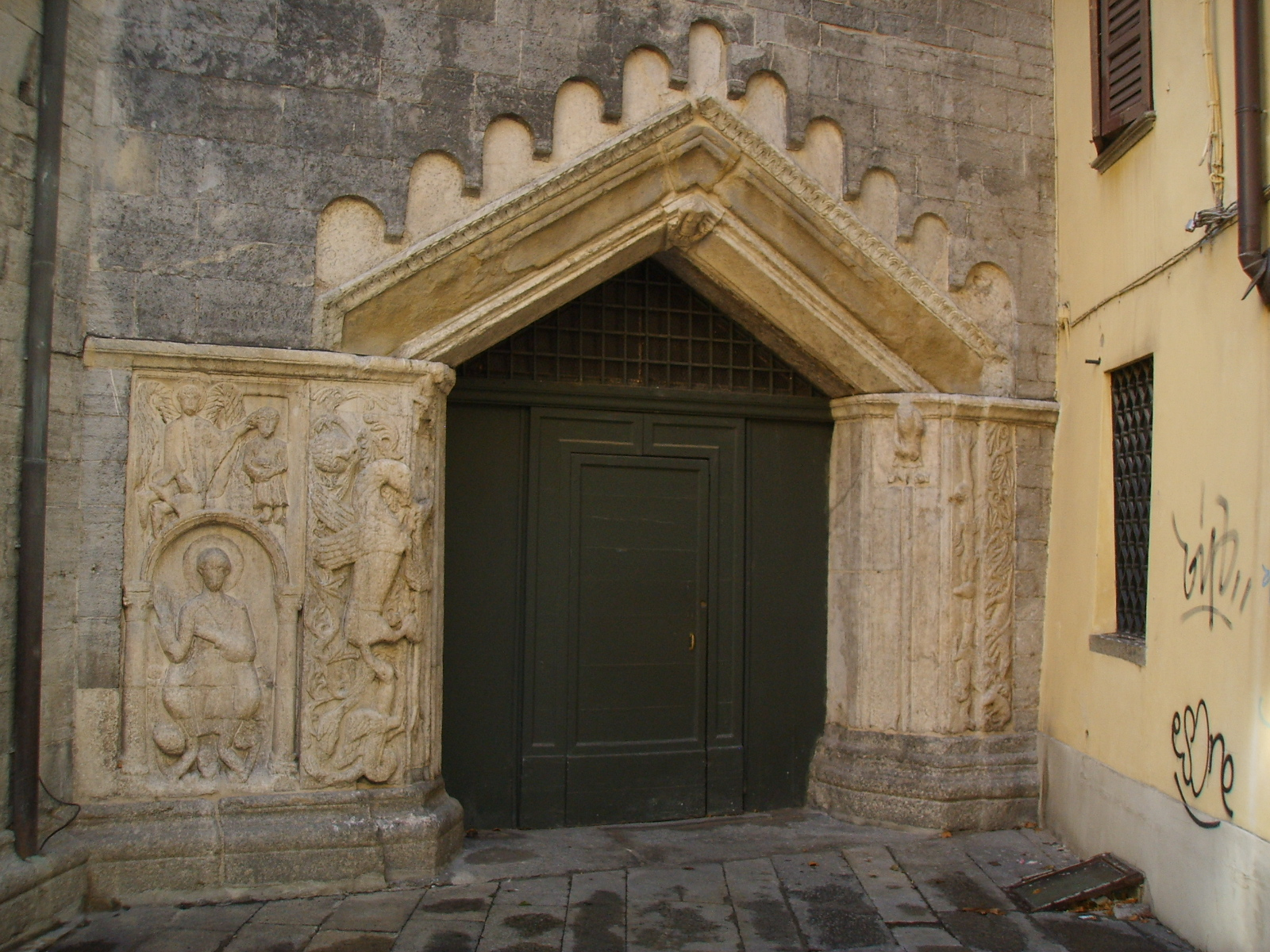
El portale del drago

### Interior

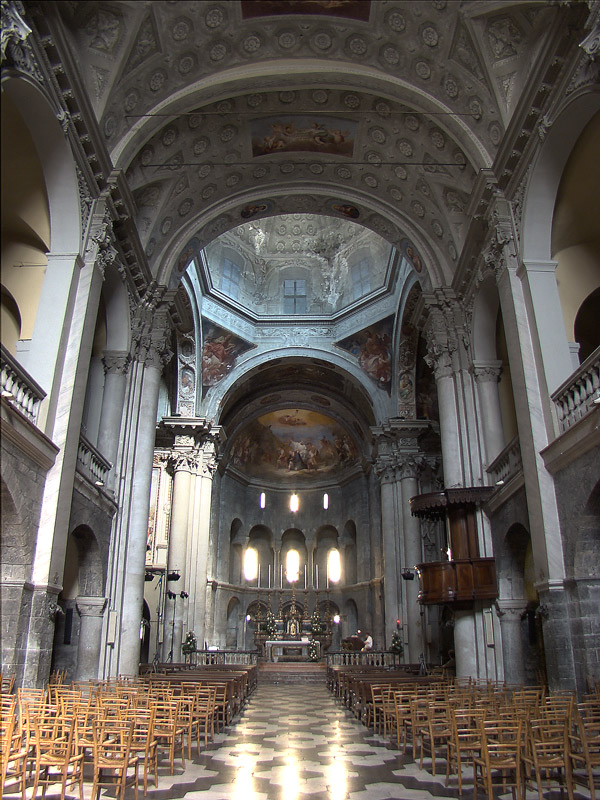
Interior

El interior de la basílica de San Fedele tiene planta de cruz latina con un aula dividida en tres naves de cuatro tramos cada una con alto matroneos. La nave principal es de estilo barroco y está cubierta con bóveda de cañón con lunetos, decorada con frescos y sostenida por pilastras corintias. El transepto está formado por dos ábsides pentagonales con deambulatorio.
El imponente altar marmoreo del transepto derecho tiene un Crocifisso de cartón piedra y está coronado por el fresco de Isidoro Bianchi en el ábside, que data de 1623 y representa la Gloria del Paradiso, con la Trinidad con María en el centro, debajo algunos santos (entre ellos Úrsola, Marta, Apolonia, Catalina, Agata y Cecilia) acompañados de san Pedro Mártir, y otros santos; en un nivel inferior se agrupan santos, obispos y papas (entre otros Vincenzo, Lorenzo, Sebastiano, Carlo Borromeo, Ambrosio, Gregorio Magno, Bernardo) e incluso más abajo la composición se cierra con una multitud de ángeles y arcángeles. Las partes del transepto están decoradas con estucos de Diego Carloni y cuatro lienzos que representan Scene della Passione di Gesù pintadas por su hermano Carlo Innocenzo Carloni.
El transepto izquierdo, en cambio, está dedicado a la Madonna y retoma la estructura del de la derecha, con un altar marmoreo coronado por una estatua de la Beata Vergine Purificata y un ábside decorado con un fresco con la Assunzione della Vergine , obra de la colaboración de Giovanni Domenico Caresana con Francesco Carpano. A los lados del retablo del altar hay cuatro frescos del siglo XVII con los Sposalizio della Vergine ( otra vez de Isidoro Bianchi), la Natività, el Annuncio ai pastori y la Adorazione dei Magi (del taller Procaccini).
Los restos de frescos visibles en el ábside detrás del presbiterio, en el deambulatorio sur y en el transepto izquierdo pueden fecharse en el siglo XIV.
Entre las capillas de las naves laterales, la primera de la derecha tiene características diferentes a las demás. La bóveda está cubierta con estucos barrocos, mientras que en la pared hay un tríptico pintado al fresco en 1504 por Giovanni Andrea De Magistris que representa a la Madonna in trono con bambino tra i santi Sebastiano e Rocco; debajo hay una urna que contiene los restos de san Amancio, obispo de Como (ahora en la Iglesia del Gesù). También en el lado derecho, la siguiente capilla conmemora al papa Odescalchi y a la beata Giovannina Franchi, ambos bautizados en San Fedele.
Más allá del crucero, cubierto por una cúpula octogonal pintada al fresco, en correspondencia con la nave central, se encuentra el ábside principal, con deambulatorio formado por arcos de medio punto sostenidos por columnillas y una catino pintada al fresco. En el centro del presbiterio, delimitado por una balaustrada de mármol, se encuentra el altar mayor barocco.

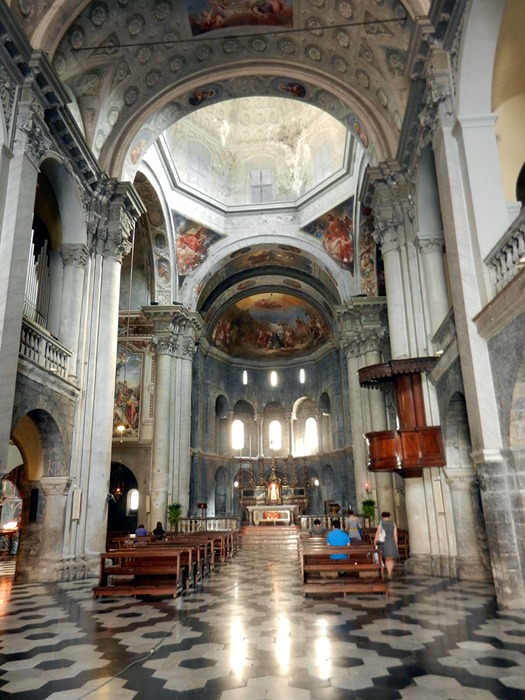
Interior de la iglesia
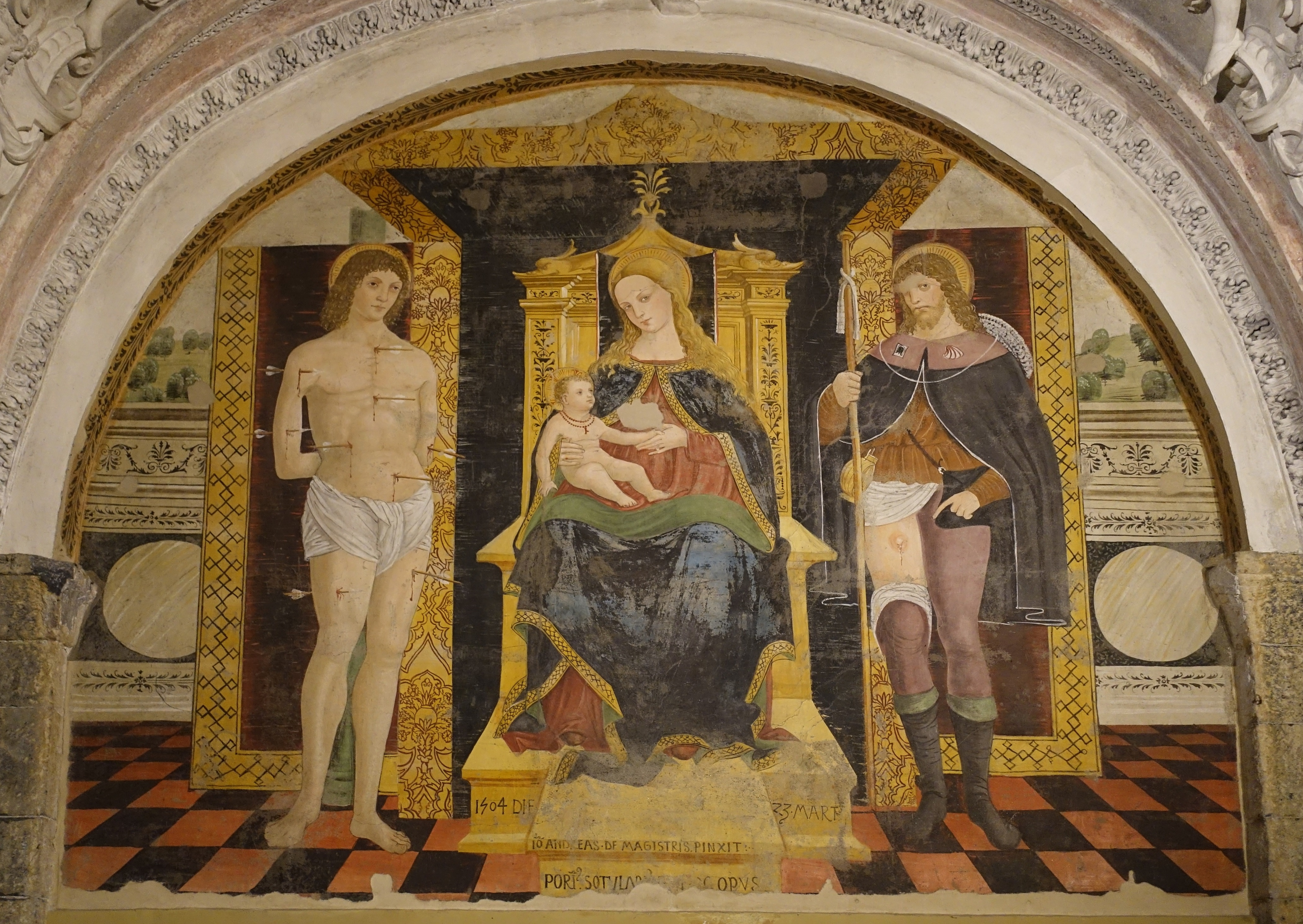
Giovanni Andrea De Magistris, Madonna in trono con bambino tra i santi Sebastiano e Rocco (1504)
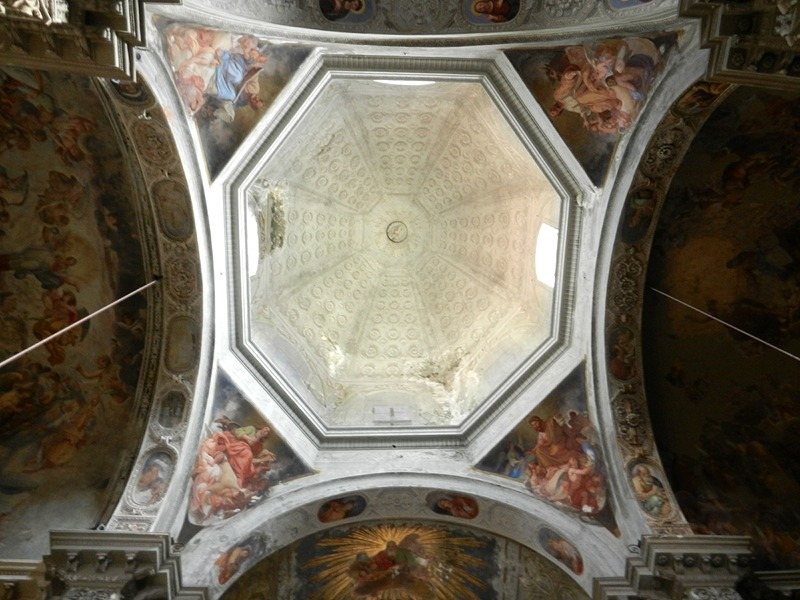
Interior de la cúpula
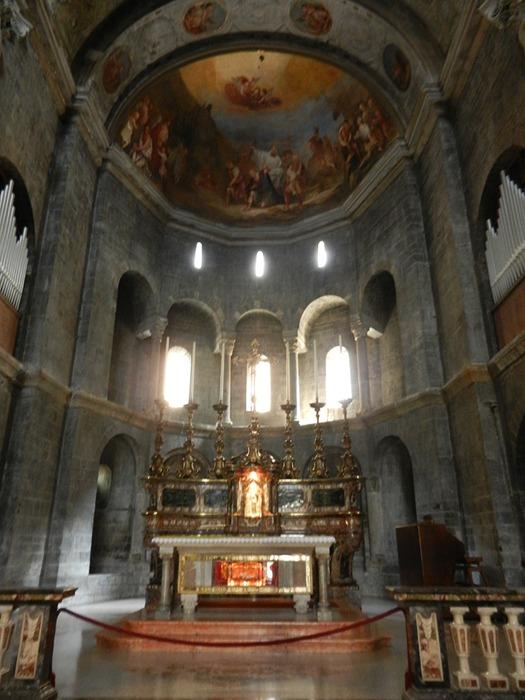
Ábside principal y presbiterio

### Órgano de tubos
En la basílica de San Fedele se encuentra el órgano de tubos Mascioni opus 560, construido en 1941 y posteriormente restaurado y ampliado por la misma empresa en el año 2000.
El instrumento tiene transmisión electrónica y su consola, ubicada en el ábside principal, tiene tres teclados de 61 notas cada uno y un pedalera cóncavo-radial de 32 notas. El material fónico se encuentra en tres cuerpos diferentes:
- el Grand'Organo (primer teclado) y el pedal están ubicados en el último tramo de la galería del matroneo de la izquierda;
- el Positivo espressivo (segundo teclado) se encuentra en la celda de órgano en la pared derecha del ábside principal;
- el Espressivo (tercer teclado) está ubicado en la celda de órgano opuesta en la pared izquierda del ábside principal.